# 폴 클레먼트
폴 클레먼트(영어: Paul Clement, 1972년 1월 8일 ~ )은 잉글랜드의 축구 감독으로, 그는 카를로 안첼로티와 4개의 팀 (첼시, 파리 생제르맹, 레알 마드리드, 바이에른 뮌헨)에서 수석 코치 자격으로 같이 일했으며, 2015년부터 2016년까지 더비 카운티에서 감독직을 맡은 바가 있다.
그의 첫번째 수석 코치 생활은 2009년 첼시에서였으며, 부임 당시 감독은 거스 히딩크였다.
폴 클레먼트의 아버지 데이브 클레먼트는 전 잉글랜드 축구 국가대표팀 선수였고, 동생 닐 클레먼트 역시 웨스트브로미치 앨비언에서 활약했던 축구 선수였다.
밥 브래들리가 스완지 시티에서 경질된 이후 그는 스완지 시티의 차기 사령탑 후보 중 한명으로 손꼽혔고, 2017년 1월 3일 스완지 시티와 공식 계약을 맺게 된다.